# Ultratividade
Ultratividade diz-se de uma lei quando ela é aplicada posteriormente ao fim de sua vigência (vide revogação). Exemplo disso também ocorre no Direito das sucessões e nos contratos.
O conceito de ultratividade é um princípio de direito que guarda relação estreita com os princípios constitucionais da reserva legal (legalidade) e da anterioridade da lei penal, sendo normalmente estudada quando se aborda o âmbito temporal de atuação das normas jurídicas, ganhando especial relevância no Direito Penal.
No Direito Penal, quando uma lei posterior pune mais gravemente ou severamente um fato criminoso (lex gravior ou lex severior), revogando de forma expressa a lei anterior que o punia mais brandamente (lex mitior), prevalecerá a lei mais benéfica. Deste modo diz-se que a lei anterior é ultrativa, mas somente para os fatos ocorridos durante sua vigência. Do contrário, se a lei anterior for a mais gravosa, ela não será ultrativa, ao contrário, a lei posterior é que retroagirá.
Da mesma forma, as leis temporárias e as excepcionais são ultrativas, pois aplicam-se aos fatos ocorridos durante a sua vigência, mesmo após auto-revogadas.
Na lei penal em branco, se a norma complementar (ato normativo, instrução normativa, decreto, regulamento etc, que complementa a lei a penal) for revogada, o crime não desaparece, pois a lei penal ainda existe, embora falte-lhe um complemento. Por analogia com as leis temporárias e as excepcionais, se a norma complementar estiver ligada a uma circunstância excepcional ou temporal, isto é, se estiver apenas complementando ou aperfeiçoando a lei penal, ela não será ultrativa. Exemplo: é ultrativa a norma revogada que definia tabela de preços, complementando a lei penal que definia crimes contra a economia popular, mas não é ultrativa a norma revogada que deixa de considerar moléstia contagiosa uma dada doença, removendo-a do rol de doenças contagiosas. Rol este que completava a lei penal que incriminava quem omitisse notificação de doença contagiosa.
1. ↑  Constituição da República Federativa do Brasil (CRFB), Art. 5º, II - ninguém será obrigado a fazer ou deixar de fazer alguma coisa senão em virtude de lei;
2. ↑  CRFB, Art. 5º, XXXIX - não há crime sem lei anterior que o defina, nem pena sem prévia cominação legal;
3. ↑  CRFB, Art. 5º, XL - a lei penal não retroagirá, salvo para beneficiar o réu;
4. ↑  Código Penal Brasileiro, Art. 3º - A lei excepcional ou temporária, embora decorrido o período de sua duração ou cessadas as circunstâncias que a determinaram, aplica-se ao fato praticado durante sua vigência.